# قرة يتاق
قرة يتاق (بالفارسية: قره‌یتاق) هي مستوطنة تقع في قسم اني الريفي في إيران. يقدر عدد سكانها بـ 136 نسمة .